# Saúdskoarabská kuchyně

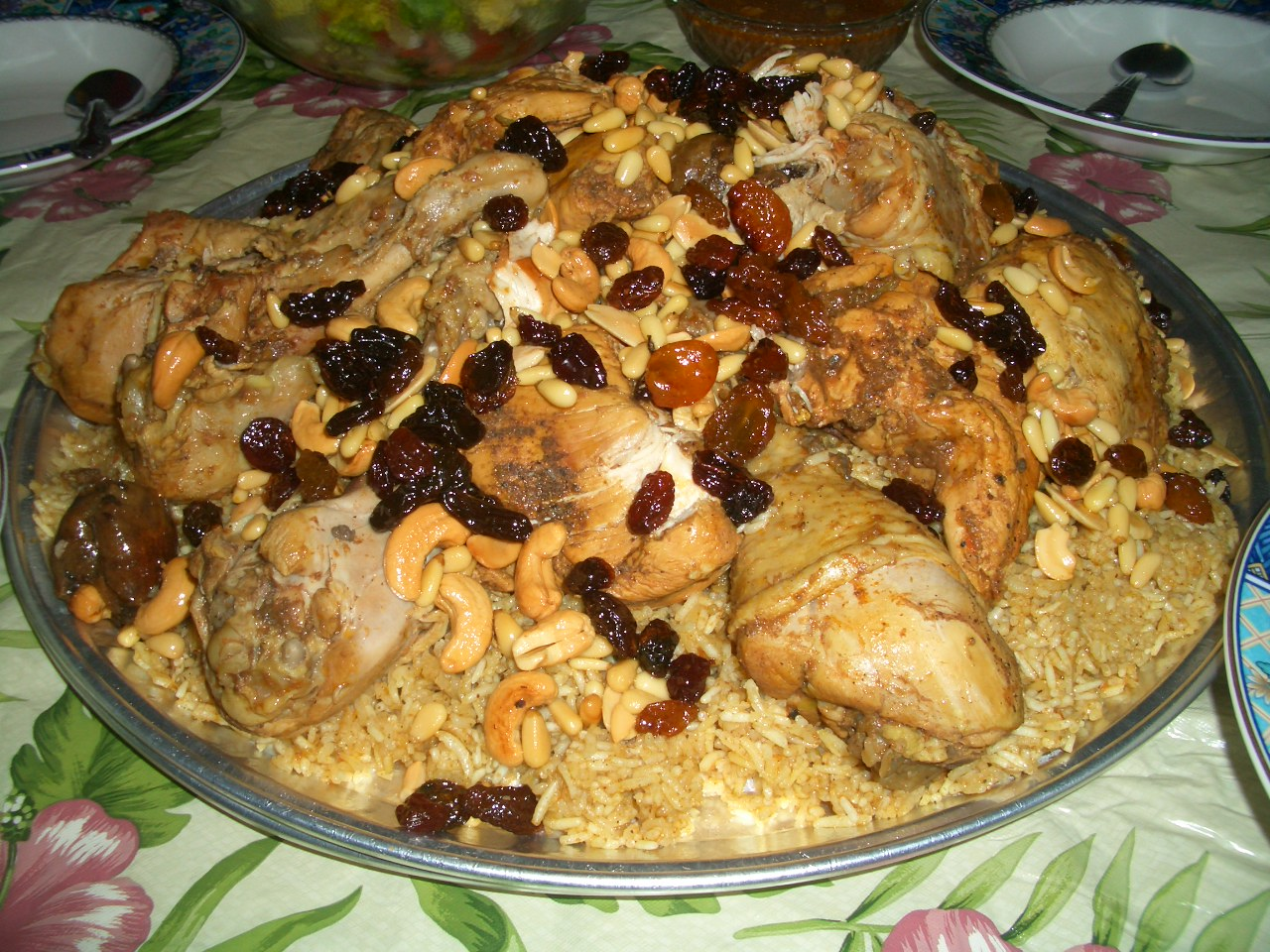
Kabsa

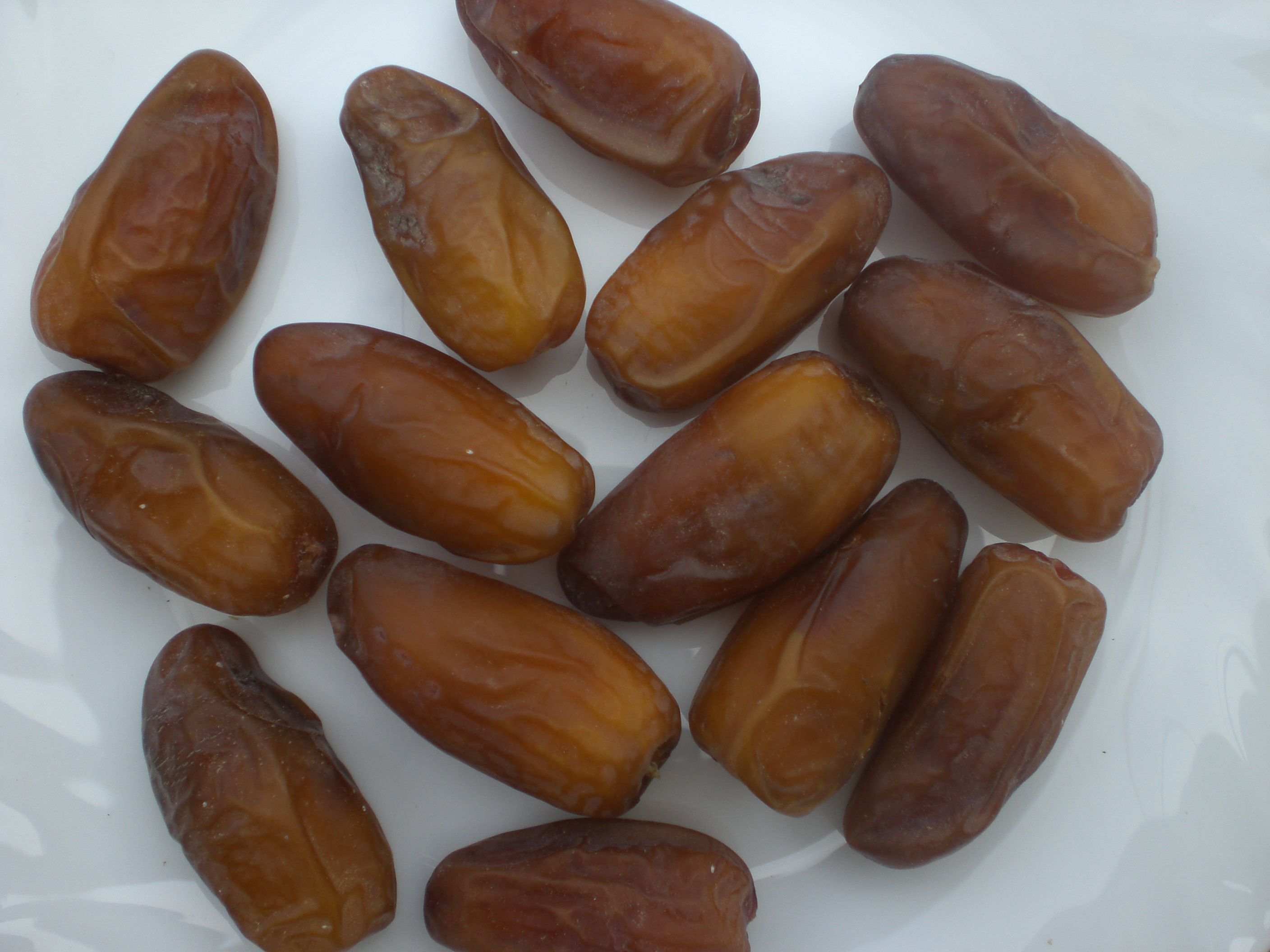
Datle

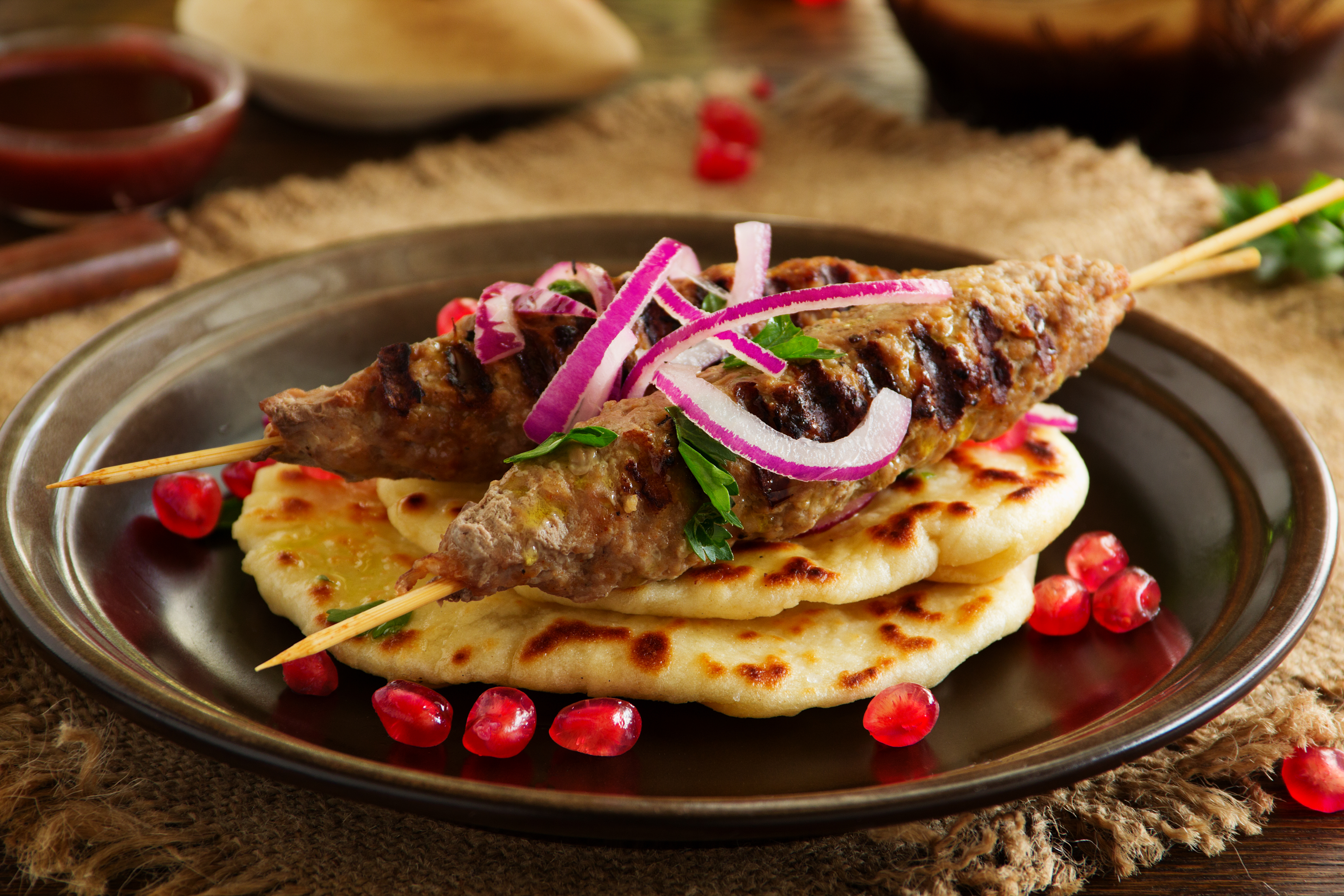
Kebab s pita chlebem

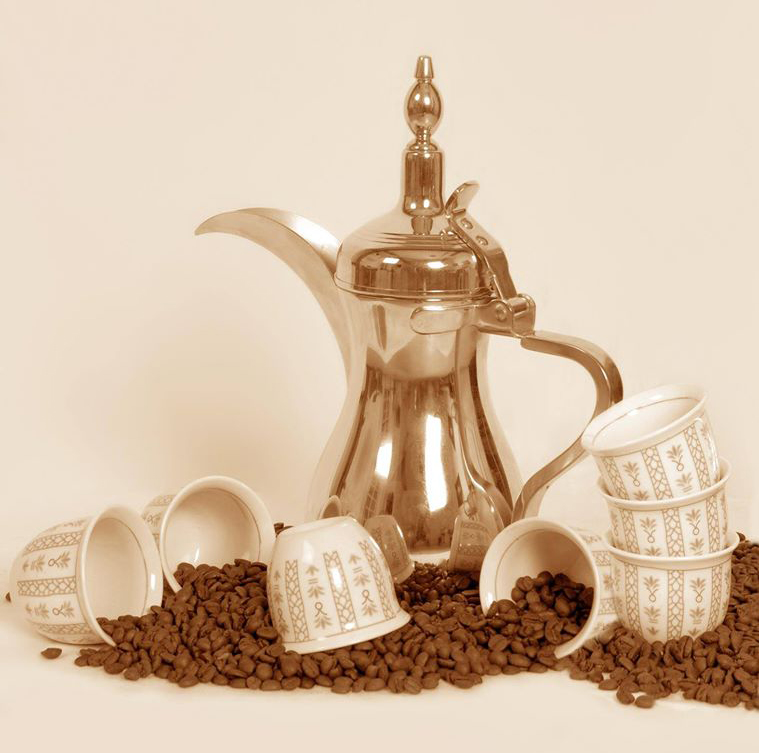
Set na přípravu arabské kávy a kávová zrnka

Saúdskoarabská kuchyně (arabsky: مطبخ سعودي) vychází z nomádských tradic Arabského poloostrova, byla ale ovlivněna např. kuchyní Levanty nebo indickou kuchyní. Je velmi podobná ostatním kuchyním v regionu (katarské, emirátské...). Kuchyně se samozřejmě v každém regionu Saúdské Arábie liší. Mezi nejpoužívanější suroviny platí maso (především skopové a kuřecí, méně pak rybí nebo hovězí), rýže, mléčné výrobky, zelenina nebo datle. Někdy se pokrmy podávají formou malých předkrmů, meze.
V Saúdské Arábii je z náboženských důvodů zákonem zakázaná konzumace alkoholických nápojů a vepřového masa.

## Příklady saúdskoarabských pokrmů
Příklady saúdskoarabských pokrmů:
- Kabsa, pokrm z kořeněné dlouhozrné rýže, podávaný s masem. Často se považuje za národní jídlo Saúdské Arábie.[5]
- Datle, Saúdská Arábie je jedním z největších producentů datlí, podávají se jako sladkost
- Kebab a šauarma, opečené maso
- Pita, arabských chléb, podávaný k většině pokrmů
- Hummus, cizrnová pomazánka
- Harís, kaše obvykle z pšenice, s máslem a masem
- Salíg, opečené kuře s rýžovou kaší
- Falafel, fritované cizrnové kuličky

## Příklady saúdskoarabských nápojů
Příklady saúdskoarabských nápojů:
- Arabská káva
- Čaj[6]
- Nealkoholická piva nebo koktejly[7]